# Sportverein Eintracht Trier 05 2008-2009
Questa voce raccoglie le informazioni riguardanti lo Sportverein Eintracht Trier 05 nelle competizioni ufficiali della stagione 2008-2009.

## Stagione
Nella stagione 2008-2009 l'Eintracht Trier, allenato da Werner Weihs e Mario Basler, concluse il campionato di Regionalliga ovest al 13º posto. In Coppa di Germania l'Eintracht Trier fu eliminato al primo turno dal Hertha Berlino.

## Rosa
| N. |                      | Ruolo | Calciatore         |
| -- | -------------------- | ----- | ------------------ |
| 1  | Germania (bandiera)  | P     | Pero Miletic       |
| 2  | Canada (bandiera)    | D     | Kent O'Connor      |
| 4  | Germania (bandiera)  | D     | Johannes Kühne     |
| 6  | Australia (bandiera) | D     | Andy Rakic         |
| 7  | Germania (bandiera)  | C     | Lars Schäfer       |
| 8  | Germania (bandiera)  | C     | Erwin Bradasch     |
| 9  | Germania (bandiera)  | A     | Florian Bauer      |
| 9  | Germania (bandiera)  | A     | Julian Bidon       |
| 10 | Germania (bandiera)  | C     | Thorsten Wittek    |
| 11 | Germania (bandiera)  | C     | Gustav Schulz      |
| 12 | Germania (bandiera)  | A     | Ahmed Boussi       |
| 13 | Germania (bandiera)  | D     | Andreas Hesslein   |
| 15 | Germania (bandiera)  | C     | Markus Schottes    |
| 16 | Germania (bandiera)  | P     | Uli Schneider      |
| 17 | Germania (bandiera)  | A     | Christian Müller   |
| 18 | Germania (bandiera)  | C     | Marc-Oliver Barton |
| 18 | Germania (bandiera)  | A     | Fabio Fuhs         |
| 19 | Germania (bandiera)  | A     | Holm Hentschke     |

| N. |                       | Ruolo | Calciatore        |
| -- | --------------------- | ----- | ----------------- |
| 20 | Germania (bandiera)   | D     | Michael Dingels   |
| 21 | Mauritania (bandiera) | A     | Malick Traoré     |
| 22 | Germania (bandiera)   | C     | Sebastian Hartung |
| 23 | Francia (bandiera)    | D     | Kevin Lacroix     |
| 24 | Germania (bandiera)   | A     | Tim Eckstein      |
| 26 | Germania (bandiera)   | D     | Josef Çınar       |
| 28 | Germania (bandiera)   | C     | Aydin Ay          |
| 29 | Namibia (bandiera)    | A     | Wilko Risser      |
| 30 | Germania (bandiera)   | P     | Sebastian Dahm    |
| 31 | Francia (bandiera)    | A     | Moussa Touré      |
| 33 | Germania (bandiera)   | C     | Thomas Kempny     |
| 34 | Germania (bandiera)   | C     | Markus Anfang     |
| 39 | Germania (bandiera)   | A     | Sahr Senesie      |
| 40 | Bulgaria (bandiera)   | P     | Assen Alexov      |
|    | Germania (bandiera)   | C     | Mokondo Makiadi   |
|    | Germania (bandiera)   | C     | Fabian Mohsmann   |
|    | Russia (bandiera)     | C     | Artur Poloshenko  |
|    | Russia (bandiera)     | C     | Oleg Poloshenko   |

## Organigramma societario
Area tecnica
- Allenatore: Mario Basler
- Allenatore in seconda: Thomas Richter
- Preparatore dei portieri: Sascha Purket
- Preparatori atletici:
- Analisi video:

## Calciomercato

### Sessione estiva
| Acquisti | Acquisti           | Acquisti           | Acquisti |
| R.       | Nome               | da                 | Modalità |
| -------- | ------------------ | ------------------ | -------- |
| C        | Marc-Oliver Barton | Sportfreunde Lotte |          |
| A        | Ahmed Boussi       | Victoria Rosport   |          |
| D        | Josef Çınar        | Verl               |          |
| D        | Philipp Herz       | Norimberga II      |          |
| D        | Kent O'Connor      | Monaco 1860 II     |          |
| A        | Wilko Risser       | Schalke 04 II      |          |
| C        | Gustav Schulz      | Colonia II         |          |

| Cessioni | Cessioni       | Cessioni          | Cessioni |
| R.       | Nome           | a                 | Modalità |
| -------- | -------------- | ----------------- | -------- |
| D        | Stefan Malchow | Oldenburg         |          |
| A        | Alen Milak     | FC Luxemburg City |          |
| D        | Dominik Müller | VfB Pößneck       |          |

### Sessione invernale
| Acquisti | Acquisti      | Acquisti         | Acquisti |
| R.       | Nome          | da               | Modalità |
| -------- | ------------- | ---------------- | -------- |
| P        | Assen Alexov  | SVN Zweibrücken  |          |
| C        | Markus Anfang | Wacker Innsbruck |          |

| Cessioni | Cessioni     | Cessioni           | Cessioni |
| R.       | Nome         | a                  | Modalità |
| -------- | ------------ | ------------------ | -------- |
| D        | Philipp Herz | Eintracht Trier II |          |
| C        | Marc Krause  | Engers             |          |

## Risultati

### Regionalliga ovest

#### Girone di andata
| Arbitro: | Frank |

|                           |           |  |
| Cullmann 22’ Hartmann 82’ | Marcatori |  |

| Treviri 23 agosto 2008, ore 14:00 CEST 2ª giornata | Eintracht Treviri | 0 – 0 referto | Verl | Moselstadion (1 750 spett.)\| Arbitro: \| Schüller \| |
| Arbitro:                                           | Schüller          |               |      |                                                       |

| Arbitro: | Erbs |

|  |           |                                                        |
|  | Marcatori | 0’ Hassler 12’ Terzić 29’ (rig.), 46’ Koitka 84’ Greve |

| Arbitro: | Kunzmann |

|            |           |                                   |
| Gutzler 7’ | Marcatori | 29’ Risser 80’ Lacroix 90’ Schulz |

| Arbitro: | Kampka |

|            |           |           |
| Schulz 64’ | Marcatori | 59’ Erzen |

| Arbitro: | Gagelmann |

|  |           |            |
|  | Marcatori | 87’ Schulz |

| Arbitro: | Metzen |

|              |           |                                  |
| Bradasch 13’ | Marcatori | 6’ Neustädter 84’ (rig.) Vrančić |

| Arbitro: | Dittrich |

|          |           |                      |
| Koep 74’ | Marcatori | 20’ Touré 84’ Boussi |

| Arbitro: | Göpferich |

|  |           |                                         |
|  | Marcatori | 61’ van den Bergh 64’ (rig.) Baumjohann |

| Arbitro: | Winkmann |

|                             |           |            |
| Sukuta-Pasu 19’, 61’ (rig.) | Marcatori | 35’ Schulz |

| Arbitro: | Blos |

|            |           |              |
| Risser 30’ | Marcatori | 64’ Willmann |

| Arbitro: | Trautmann |

|             |           |  |
| Monetta 57’ | Marcatori |  |

| Arbitro: | Waldkirch |

|                       |           |              |
| Schulz 12’ Risser 48’ | Marcatori | 60’ Kullmann |

| Arbitro: | Seemann |

|                                                                        |           |                                            |
| Böwing-Schmalenbrock 3’, 54’ Bienemann 23’ Gorschlüter 37’ Dondorf 55’ | Marcatori | 27’ Müller 40’ Lacroix 80’ (aut.) Zepanski |

| Arbitro: | Viktora |

|             |           |  |
| Senesie 64’ | Marcatori |  |

| Arbitro: | Ostheimer |

|             |           |  |
| Stachnik 6’ | Marcatori |  |

| Arbitro: | Marx |

|                              |           |                  |
| Hesslein 31’ Risser 77’, 90’ | Marcatori | 48’, 81’ Neumann |

#### Girone di ritorno
| Arbitro: | Welz |

|            |           |           |
| Müller 86’ | Marcatori | 26’ Kraus |

| Arbitro: | Rafati |

|                                        |           |  |
| Freiberger 15’ Leenemann 32’ Arifi 57’ | Marcatori |  |

| Arbitro: | Schüller |

|           |           |                        |
| Zimin 69’ | Marcatori | 24’ Schulz 75’ Senesie |

| Arbitro: | Welz |

|                        |           |  |
| Senesie 72’ Schulz 83’ | Marcatori |  |

| Arbitro: | Steinhaus-Webb |

|                                        |           |                       |
| Capretti 21’ Assauer 73’ Ornatelli 84’ | Marcatori | 53’ Risser 90’ Müller |

| Arbitro: | Walz |

|            |           |           |
| Risser 58’ | Marcatori | 13’ Kurth |

| Arbitro: | Steinberg |

|                     |           |  |
| Demirtas 80’ (rig.) | Marcatori |  |

| Treviri 3 aprile 2009, ore 19:00 CEST 25ª giornata | Eintracht Treviri | 0 – 0 referto | Kleve | Moselstadion (1 940 spett.)\| Arbitro: \| Baitinger \| |
| Arbitro:                                           | Baitinger         |               |       |                                                        |

| Arbitro: | Heitmann |

|               |           |                                  |
| Schlösser 17’ | Marcatori | 26’ Bauer 55’ Ay 73’, 82’ Risser |

| Arbitro: | Bartsch |

|              |           |  |
| Eckstein 65’ | Marcatori |  |

| Arbitro: | Foltyn |

|  |           |           |
|  | Marcatori | 83’ Çınar |

| Arbitro: | Reichel |

|            |           |             |
| Risser 13’ | Marcatori | 70’ Gatarić |

| Arbitro: | Helwig |

|                                    |           |  |
| Ginczek 17’, 79’ Kullmann 30’, 86’ | Marcatori |  |

| Arbitro: | Stein |

|  |           |                            |
|  | Marcatori | 19’ Langenströer 81’ Beyer |

| Arbitro: | Gorniak |

|                     |           |  |
| Erwig 5’ Lorenz 83’ | Marcatori |  |

| Arbitro: | Aarnink |

|                                     |           |                                    |
| Schäfer 44’ Senesie 67’, 85’ (rig.) | Marcatori | 37’ Stachnik 42’, 71’ (rig.) Akçam |

| Arbitro: | Thomsen |

|              |           |  |
| Zavarise 40’ | Marcatori |  |

### Coppa di Germania
| Arbitro: | Winkmann |

|             |           |                                        |
| Lacroix 26’ | Marcatori | 8’ Pantelić 60’ Lustenberger 81’ Ebert |

## Statistiche

### Statistiche di squadra
| Competizione       | Punti | In casa | In casa | In casa | In casa | In casa | In casa | In trasferta | In trasferta | In trasferta | In trasferta | In trasferta | In trasferta | Totale | Totale | Totale | Totale | Totale | Totale | DR  |
| Competizione       | Punti | G       | V       | N       | P       | Gf      | Gs      | G            | V            | N            | P            | Gf           | Gs           | G      | V      | N      | P      | Gf     | Gs     | DR  |
| ------------------ | ----- | ------- | ------- | ------- | ------- | ------- | ------- | ------------ | ------------ | ------------ | ------------ | ------------ | ------------ | ------ | ------ | ------ | ------ | ------ | ------ | --- |
| Regionalliga ovest | 41    | 17      | 5       | 8       | 4       | 18      | 22      | 17           | 6            | 0            | 11           | 19           | 29           | 34     | 11     | 8      | 15     | 37     | 51     | -14 |
| Coppa di Germania  | -     | 1       | 0       | 0       | 1       | 1       | 3       | 0            | 0            | 0            | 0            | 0            | 0            | 1      | 0      | 0      | 1      | 1      | 3      | -2  |
| Totale             | 41    | 18      | 5       | 8       | 5       | 19      | 25      | 17           | 6            | 0            | 11           | 19           | 29           | 35     | 11     | 8      | 16     | 38     | 54     | -16 |

### Andamento in campionato
| Giornata  | 1  | 2  | 3  | 4  | 5  | 6  | 7  | 8  | 9  | 10 | 11 | 12 | 13 | 14 | 15 | 16 | 17 | 18 | 19 | 20 | 21 | 22 | 23 | 24 | 25 | 26 | 27 | 28 | 29 | 30 | 31 | 32 | 33 | 34 |
| --------- | -- | -- | -- | -- | -- | -- | -- | -- | -- | -- | -- | -- | -- | -- | -- | -- | -- | -- | -- | -- | -- | -- | -- | -- | -- | -- | -- | -- | -- | -- | -- | -- | -- | -- |
| Luogo     | T  | C  | C  | T  | C  | T  | C  | T  | C  | T  | C  | T  | C  | T  | C  | T  | C  | C  | T  | T  | C  | T  | C  | T  | C  | T  | C  | T  | C  | T  | C  | T  | C  | T  |
| Risultato | P  | N  | P  | V  | N  | V  | P  | V  | P  | P  | N  | P  | V  | P  | V  | P  | V  | N  | P  | V  | V  | P  | N  | P  | N  | V  | V  | V  | N  | P  | P  | P  | N  | P  |
| Posizione | 15 | 15 | 17 | 14 | 14 | 11 | 12 | 10 | 12 | 15 | 12 | 14 | 14 | 15 | 12 | 12 | 11 | 11 | 14 | 12 | 12 | 13 | 13 | 14 | 14 | 12 | 12 | 9  | 11 | 12 | 12 | 13 | 13 | 13 |

Legenda:

Luogo: C = Casa; T = Trasferta. Risultato: V = Vittoria; N = Pareggio; P = Sconfitta.

### Statistiche dei giocatori
| Giocatore     | Regionalliga ovest | Regionalliga ovest | Regionalliga ovest | Regionalliga ovest | Coppa di Germania | Coppa di Germania | Coppa di Germania | Coppa di Germania | Totale   | Totale | Totale      | Totale     |
| Giocatore     | Presenze           | Reti               | Ammonizioni        | Espulsioni         | Presenze          | Reti              | Ammonizioni       | Espulsioni        | Presenze | Reti   | Ammonizioni | Espulsioni |
| ------------- | ------------------ | ------------------ | ------------------ | ------------------ | ----------------- | ----------------- | ----------------- | ----------------- | -------- | ------ | ----------- | ---------- |
| A. Alexov     | 6                  | 0                  | 1                  | 0                  | 0                 | 0                 | 0                 | 0                 | 6        | 0      | 1           | 0          |
| M. Anfang     | 9                  | 0                  | 2                  | 0                  | 0                 | 0                 | 0                 | 0                 | 9        | 0      | 2           | 0          |
| A. Ay         | 16                 | 1                  | 1                  | 0                  | 0                 | 0                 | 0                 | 0                 | 16       | 1      | 1           | 0          |
| M. Barton     | 14                 | 0                  | 0                  | 0                  | 0                 | 0                 | 0                 | 0                 | 14       | 0      | 0           | 0          |
| F. Bauer      | 10                 | 1                  | 0                  | 0                  | 0                 | 0                 | 0                 | 0                 | 10       | 1      | 0           | 0          |
| J. Bidon      | 1                  | 0                  | 0                  | 0                  | 0                 | 0                 | 0                 | 0                 | 1        | 0      | 0           | 0          |
| A. Boussi     | 9                  | 1                  | 1                  | 0                  | 0                 | 0                 | 0                 | 0                 | 9        | 1      | 1           | 0          |
| E. Bradasch   | 12                 | 1                  | 2                  | 0                  | 0                 | 0                 | 0                 | 0                 | 12       | 1      | 2           | 0          |
| S. Dahm       | 3                  | 0                  | 0                  | 0                  | 0                 | 0                 | 0                 | 0                 | 3        | 0      | 0           | 0          |
| M. Dingels    | 28                 | 0                  | 9                  | 2                  | 1                 | 0                 | 0                 | 0                 | 29       | 0      | 9           | 2          |
| T. Eckstein   | 9                  | 1                  | 0                  | 0                  | 0                 | 0                 | 0                 | 0                 | 9        | 1      | 0           | 0          |
| F. Fuhs       | 2                  | 0                  | 0                  | 0                  | 0                 | 0                 | 0                 | 0                 | 2        | 0      | 0           | 0          |
| S. Hartung    | 27                 | 0                  | 8                  | 0                  | 1                 | 0                 | 0                 | 0                 | 28       | 0      | 8           | 0          |
| H. Hentschke  | 5                  | 0                  | 2                  | 0                  | 1                 | 0                 | 0                 | 0                 | 6        | 0      | 2           | 0          |
| M. Herres     | 1                  | 0                  | 0                  | 0                  | 0                 | 0                 | 0                 | 0                 | 1        | 0      | 0           | 0          |
| P. Herz       | 1                  | 0                  | 0                  | 0                  | 0                 | 0                 | 0                 | 0                 | 1        | 0      | 0           | 0          |
| A. Hesslein   | 13                 | 1                  | 3                  | 0                  | 0                 | 0                 | 0                 | 0                 | 13       | 1      | 3           | 0          |
| T. Kempny     | 2                  | 0                  | 0                  | 0                  | 0                 | 0                 | 0                 | 0                 | 2        | 0      | 0           | 0          |
| M. Krause     | 0                  | 0                  | 0                  | 0                  | 1                 | 0                 | 0                 | 0                 | 1        | 0      | 0           | 0          |
| J. Kühne      | 1                  | 0                  | 1                  | 0                  | 0                 | 0                 | 0                 | 0                 | 1        | 0      | 1           | 0          |
| K. Lacroix    | 33                 | 2                  | 5                  | 0                  | 1                 | 1                 | 0                 | 0                 | 34       | 3      | 5           | 0          |
| M. Löber      | 1                  | 0                  | 0                  | 0                  | 0                 | 0                 | 0                 | 0                 | 1        | 0      | 0           | 0          |
| M. Makiadi    | 1                  | 0                  | 0                  | 0                  | 0                 | 0                 | 0                 | 0                 | 1        | 0      | 0           | 0          |
| P. Miletic    | 16                 | 0                  | 2                  | 1                  | 1                 | 0                 | 0                 | 0                 | 17       | 0      | 2           | 1          |
| F. Mohsmann   | 1                  | 0                  | 0                  | 0                  | 0                 | 0                 | 0                 | 0                 | 1        | 0      | 0           | 0          |
| C. Müller     | 26                 | 3                  | 1                  | 0                  | 1                 | 0                 | 0                 | 0                 | 27       | 3      | 1           | 0          |
| K. O'Connor   | 11                 | 0                  | 2                  | 1                  | 0                 | 0                 | 0                 | 0                 | 11       | 0      | 2           | 1          |
| A. Poloshenko | 0                  | 0                  | 0                  | 0                  | 0                 | 0                 | 0                 | 0                 | 0        | 0      | 0           | 0          |
| O. Poloshenko | 0                  | 0                  | 0                  | 0                  | 0                 | 0                 | 0                 | 0                 | 0        | 0      | 0           | 0          |
| A. Rakic      | 27                 | 0                  | 9                  | 0                  | 1                 | 0                 | 1                 | 0                 | 28       | 0      | 10          | 0          |
| W. Risser     | 32                 | 10                 | 5                  | 1                  | 1                 | 0                 | 0                 | 0                 | 33       | 10     | 5           | 1          |
| U. Schneider  | 9                  | 0                  | 1                  | 0                  | 0                 | 0                 | 0                 | 0                 | 9        | 0      | 1           | 0          |
| M. Schottes   | 2                  | 0                  | 0                  | 0                  | 1                 | 0                 | 0                 | 0                 | 3        | 0      | 0           | 0          |
| G. Schulz     | 31                 | 7                  | 6                  | 0                  | 1                 | 0                 | 0                 | 0                 | 32       | 7      | 6           | 0          |
| L. Schäfer    | 28                 | 1                  | 6                  | 0                  | 1                 | 0                 | 0                 | 0                 | 29       | 1      | 6           | 0          |
| S. Senesie    | 12                 | 5                  | 3                  | 0                  | 0                 | 0                 | 0                 | 0                 | 12       | 5      | 3           | 0          |
| D. Thaqi      | 1                  | 0                  | 0                  | 0                  | 0                 | 0                 | 0                 | 0                 | 1        | 0      | 0           | 0          |
| M. Touré      | 15                 | 1                  | 1                  | 1                  | 0                 | 0                 | 0                 | 0                 | 15       | 1      | 1           | 1          |
| M. Traoré     | 10                 | 0                  | 0                  | 0                  | 0                 | 0                 | 0                 | 0                 | 10       | 0      | 0           | 0          |
| T. Wittek     | 15                 | 0                  | 2                  | 0                  | 1                 | 0                 | 1                 | 0                 | 16       | 0      | 3           | 0          |
| J. Çınar      | 30                 | 1                  | 6                  | 1                  | 1                 | 0                 | 0                 | 0                 | 31       | 1      | 6           | 1          |